# Krámský
Krámský je vesnice v okrese Praha-východ, je součástí obce Velké Popovice. Nachází se asi 2,6 km na jihovýchod od Velkých Popovic. Nedaleko od vesnice pramení Křivoveský potok. Je zde evidováno 26 adres.